# 丸福珈琲店
丸福珈琲店（まるふくこおひいてん）は、大阪府大阪市中央区に本社を置く株式会社丸福商店（まるふくしょうてん）が経営する喫茶店。関西を中心に店舗を展開し、東京・名古屋・福岡など日本全国に27店舗を展開する。店舗はすべて直営店で、フランチャイズ業態は取っていない。
本項では、運営会社の株式会社丸福商店についても記述する。

## 概要
1934年（昭和9年）、伊吹貞雄によって大阪市西成区に開業。1946年（昭和21年）より大阪千日前に本店を置く。昭和期の千日前本店には、俳優の辰巳柳太郎や早川雪州、『東京ブギウギ』を大ヒットさせた歌手笠置シヅ子など著名人の顧客も多く、芥川賞作家・田辺聖子による小説『薔薇の雨』の舞台として描かれた。
店舗で使用するコーヒー豆は、千日前本店で自家焙煎したものを使用し、コーヒーカップは大倉陶園製のものを採用している。また店舗ごとに内装が異なり、デザイナーの間宮吉彦が複数の店舗デザインを手掛けている。
一部商品は公式通販サイトでも販売を行っており、コーヒー豆や菓子の通信販売も行っている。
近年では「丸福珈琲店」ブランドによる加工食品の製造・販売も手掛け、アサヒ飲料株式会社が製造販売を行う缶コーヒー「Wonda極」や、コンビニスイーツの監修も「丸福珈琲店」名義で行っている。

## 株式会社丸福商店

### 創業 - 1990年代
- 1934年 （昭和9年）- 大阪市千日前にて千日前店を開業し、本店とする。
- 1951年 （昭和26年）- 鳥取店を開業
- 1955年 （昭和30年）- 千日前店増床
- 1982年 （昭和57年）- 黒門店開業
- 1990年 （平成2年）- 丸福本社ビル完成（地下1階～地上9階）
- 1991年 （平成3年）- 黒門店、西成店を分離独立
- 1992年 （平成4年）- 全国宅配開始
- 1995年 （平成7年）- 北浜店オープン
- 1996年 （平成8年）- 寝屋川店オープン
- 1998年 （平成10年）- 都島店オープン

### 2000年代以降
- 2005年 （平成17年）- ヨドバシAKIBA店オープン
- 2006年 （平成18年）- 大日店オープン
- 2007年 （平成19年）- 三越仙台名取店、ヤマトヤシキ姫路店オープン
- 2008年 （平成20年）- HEPナビオ店、仙台パルコ店、堺筋淡路店、アルル橿原店、西宮ガーデンズ店、羽田空港店オープン
- 2009年 （平成21年）- JR高槻店、中之島ダイビル店、ららぽーと新三郷店、大丸心斎橋北館店オープン
- 2010年 （平成22年）- 上本町YUFURA店オープン
- 2011年 （平成23年）- JR大阪三越伊勢丹店オープン
- 2013年 （平成25年）- 東急百貨店たまプラーザ店、近鉄あべのハルカス店オープン
- 2014年 （平成26年）- 名古屋三越栄店、日本橋三越店、ハービスPLAZA店オープン
- 2015年 （平成27年）- ルクアイーレ店、川崎アゼリア店、阪急うめだ本店オープン
- 2016年 （平成28年）- 銀座喫茶室、東急渋谷店、博多阪急店オープン
- 2017年 （平成29年）- JR名古屋高島屋『MARUFUKU COFFEE TERRACE』オープン
- 2018年 （平成30年）- 伊丹空港店、東急吉祥寺店、東武池袋店オープン
- 2019年 （平成31年）- 銀座三越『丸福珈琲店ザ・パーラー』オープン
- 2019年 （令和元年）JR新大阪店オープン
- 2020年 （令和2年）- 岩田屋本店『丸福珈琲店ザ・パーラー』、神戸阪急店、心斎橋パルコ店オープン
- 2021年 （令和3年）- そごう千葉店オープン

## 店舗
現行店舗の詳細については、丸福珈琲店公式サイト「店舗情報」を参照。

### 近畿
- 大阪府
  - 大阪市 - 千日前本店、堺筋淡路町店、上本町YUFURA店、近鉄あべのハルカス店、中之島ダイビル店、HEPナビオ店、ハービスPLAZA店、ルクア・イーレ店、阪急百貨店うめだ本店、丸福珈琲店オムレット&ブッセ（エキマルシェ新大阪）
  - 八尾市 - 西武八尾店
  - 豊中市 - 伊丹空港店
  - 守口市 - 大日店
  - 高槻市 - JR高槻店
- 兵庫県 - 阪急西宮ガーデンズ店
- 奈良県 - 橿原店

### 中部
- 愛知県 - MARUFUKU COFFEE TERRACE

### 関東
- 東京都 - ヨドバシAkiba店、東急百貨店渋谷本店、羽田空港店、銀座喫茶室、丸福珈琲店 THE PARLOR、東武池袋店、東急百貨店吉祥寺店
- 神奈川県 - 東急百貨店たまプラーザ店、川崎アゼリア店

### 九州
- 福岡県 - 博多阪急店、丸福珈琲店 THE PARLOR岩田屋本店

## コラボレーション商品
- 2013年（平成25年）
  - 5月 - ファミリーマートで丸福珈琲店と神戸屋のコラボ商品を販売 関西限定
  - 8月 - 大阪中之島リーガロイヤルホテルのウエルカムドリンクとして丸福ドリップ珈琲が使用される
- 2014年（平成26年）
  - 1月 - 山田洋次監督映画『小さいおうち』とコラボ
  - 10月 - ファミリーマートで神戸屋コラボ『珈琲クリームパン』『珈琲クリームサンド』発売 関西限定
- 2015年（平成27年）4月 - 丸福珈琲店の瓶詰アイス珈琲がフレッドシーガルとコラボしてカフェにて販売
- 2016年（平成28年）11月 - 「ヘタミュ」初の大阪公演を記念してヘタリアコラボイベント開催[2]
- 2018年（平成30年）
  - 3月 - ミュージカル「ヘタリア・FINAL LIVE」とコラボ[3]
  - 3月 - 京都の山田繊維とコラボ 風呂敷ラッピングギフトをオンラインストアで販売
  - 4月 - 名古屋・高島屋ゲートタワーモール1周年を記念し神戸屋×丸福珈琲×TGMのコラボ商品『神福（こうふく）のおやつ』登場
- 2019年（令和元年）
  - 3月 - 銀座喫茶室にて『江戸切子桜祭り』とのコラボメニュー
  - 4月 - 名古屋・高島屋ゲートタワーモール7階マルフクコーヒー・テラスが期間限定で“HELLO KITTY” 45th Anniversary Caféへ変身[4]
- 2020年（令和2年）
  - 7月 - 丸福珈琲店×アサヒ飲料『カルピス』フェア開催
  - 10月 - 梅花女子大学×丸福珈琲店×LUCUA1100 限定コラボメニュー
  - 12月 - 『ミュージカル「DREAM!ing」』公演を記念し、コラボクリームソーダ＆丸福アップルパイ提供
- 2021年 （令和3年）
  - 1月 - 映画「チャンシルさんには福が多いね」との連動コラボ企画
  - 3月 - 『映画 モンスター ハンター』と丸福珈琲店のタイアップ企画
  - 6月 - 明石家さんまプロデュース、西加奈子原作の『漁港の肉子ちゃん』タイアップ企画[5]
  - 10月 - スター・ウォーズ　ダース・ベイダーを刻印した栓抜きやマグカップを販売。[6][7]
  - 10月 - リラックマ　限定コラボのギフトセットを販売。[8]
  - 12月 - 『 BEAMS DESIGN 』プロデュースの特別仕様ギフトが楽天市場のみの限定発売
  - 12月 - ファミリーマートコラボ『濃いコーヒークッキー』と『濃いコーヒーバウムクーヘン』発売[9]
- 2022年（令和3年）1月 - 正和堂書店とカリタの『ブックカバープロジェクト関西』に参加

## メディア掲載
- 2013年（平成25年）
  - 6月 - 雑誌『オレンジページ』の「お取り寄せ夏のおやつ40」にエクセレントアイス珈琲が掲載される
  - 8月 - ダウンタウン浜田雅功と東野幸治出演のMBS毎日放送『ごぶごぶ』のロケが千日前本店で行われる
  - 8月 - 竹内結子お気に入りスイーツ『たけうちマルシェ』にて珈琲ゼリーが紹介される
  - 8月 - 雑誌『散歩の達人』の表紙に瓶詰め珈琲が掲載される
  - 8月 - テレビ大阪『やすとものどこいこ?』コラボ商品企画ロケが千日前本店で行われる
  - 8月 - 世界文化社『行列のできるパンケーキショップ101』にホットケーキが紹介される
  - 8月 - NHKテレビ番組『オダサクさん、こんにちは～生誕100年作家・織田作之助の軌跡～』の撮影が千日前本店2Fで行われる
  - 10月 - 書籍『織田作之助の大阪（平凡社）』に織田作之助ゆかりの店として掲載される
  - 10月 - ファッション雑誌『SEVEN HOMME』にて『関西ド定番の名店で素晴らしき朝食を。』というテーマで丸福珈琲店ミニサンドセットが紹介される
  - 11月 - 月刊誌『CREA12月号贈り物バイブル（文芸春秋社）』の47都道府県手土産リストに瓶詰め珈琲が掲載される
  - 12月 - 関西テレビの『快傑えみちゃんねる』のスタジオ観覧者へのプレゼント提供にて番組協力
  - 12月 - 空間デザイナー間宮吉彦の30年史『間宮吉彦の「間」』に中之島ダイビル店・JR大阪三越伊勢丹店・伊勢丹メンズとコラボしたレジデンスカフェ・羽田空港店・心斎橋大丸店などが紹介される
- 2014年（平成26年）
  - 1月 - 書籍『小林カツ代は、こんなにいろいろ食べてきた（文藝春秋）』で紹介[10]
  - 2月 - タウン情報誌『関西ウォーカー』にホットケーキが掲載される
  - 2月 - 朝日新聞に丸福珈琲店80周年の記事が掲載される
  - 3月 - TBS系列『ニンゲン観察バラエティ!モニタリング』のロケが千日前本店2階で行われる
  - 4月 - 京阪神エルマガジン社『かわいい大阪さんぽ』に掲載。美味しいホットケーキ特集・心ときめくステンドグラスの特集ページに千日前本店が紹介される
  - 7月 - JAバンク大阪発行の『中之島倶楽部』にて丸福珈琲店80年の歩みが紹介される
  - 10月 - ABCテレビ『おはよう朝日です。』のロケがアベノハルカス店にて行われ、ホットケーキ季節のコンフィチュール添えが紹介される
- 2015年（平成27年）
  - 1月 - 台湾角川出版の『japan walker』のクラシックな喫茶店の紹介にて取り上げられる
  - 1月 - 在シンガポール日本政府観光局発行のSingapore女子旅電子ガイドブック『Visit Japan Now』にて丸福珈琲店千日前本店とホットケーキや珈琲などが紹介される
  - 3月 - ハースト婦人画報社『婦人画報のお取り寄せ 決定版2015』に瓶詰珈琲が取り上げられる
  - 3月 - 京阪神エルマガジン社『SAVVY4月号』に千日前本店の記事が掲載
  - 7月 -『Osaka Café Guide 2015-16』に掲載される
  - 11月 - 日経BP『日経おとなのOFF11月号』に掲載される
- 2016年（平成28年）
  - 3月 -『dancyu3月号』に掲載される
  - 9月 -『珈琲ぴあ』に関西を代表する喫茶名店として掲載される
  - 11月 -『女性セブン』にクリスタルジェミー中島香里がガイドする銀座エリアにて銀座喫茶室が紹介される
- 2017年（平成29年）
  - 9月 -『じゃらん』の銀座おすすめカフェ19選で紹介される
  - 9月 - 毎日放送『せやねん・メチャ売れ!』でアサヒ飲料より発売されている丸福珈琲店監修のワンダ極シリーズが取り上げられる
- 2018年（平成30年）3月 -『Hanako30周年特大号”大銀座百科事典にて丸福珈琲店・銀座喫茶室が「居心地のいいカフェ」として選ばれる
- 2019年（令和元年）10月 - 日本経済新聞にミックスジュースの記事が掲載される
- 2020年（令和2年）
  - 7月 - グルメ雑誌『あまから手帖』プレイバックあまから手帖のコーナーで紹介される
  - 8月 - 男性向けファッション雑誌『OCEANS 8・9月合併号』瓶詰アイス珈琲が取り上げられる
  - 8月 -『City living』にカフェオレアイスクリームが紹介される
  - 9月 -『恋せよキモノ乙女©（山崎零 / 新潮社）』第37話にて千日前本店が舞台として描かれる[11]
  - 11月 - 毎日放送『ちちんぷいぷい』で心斎橋パルコ店内の様子を生放送で紹介される
- 2021年（令和3年）
  - 2月 -『喫茶店の本関西版』クラシック喫茶として千日前本店が紹介される
  - 4月 - NECネクサソリューションズ発刊「ビスサプリ」の秀逸一品のコーナーで瓶詰珈琲が取り上げられる
  - 4月 - CREA Traveller Spring 2021 No.65 千日前本店が紹介される
  - 6月 - 南海電鉄発行『Natts』6月号 ホットケーキが表紙になる
  - 6月 -『OZmagazine』《お取り寄せで朝ごはん》に取り上げられる
  - 11月 -『関西ウォーカー冬号』に掲載